# Kesha
Kesha Rose Sebert, bolje poznana kot Kesha ali Ke$ha, ameriška pop pevka in tekstopiska, * 1. marec 1987, Los Angeles, Kalifornija, ZDA.
Preboj je doživela zgodaj leta 2009, ko je skupaj z raperjem Flo Rido sodelovala pri njegovem singlu "Right Round". Njen prvi samostojni singl, "Tik Tok," je izšel v avgustu 2009 z velikim komercialnim uspehom. Dosegel je prvo mesto v enajstih državah in postavil rekord za najbolje digitalno naloženo pesem v enem tednu ženske ustvarjalke in se uvrstil med drugim tudi na lestvico Top 40 Mainstream. Pesem je bila tudi najdlje predvajana pesem ženske ustvarjalke od leta 1977. Njen prvi glasbeni album, Animal, je izšel zgodaj leta 2010 in dosegel prvo mesto na lestvici Billboard 200 v Združenih državah Amerike.

## Življenje in kariera

### Zgodnje življenje
Kesha Rose Sebert se je rodila 1. marca 1987 v San Fernando Valleyju, Los Angeles, mami Pebe Sebert, pevki in tekstopiski. Njena mama samohranilka je Kesho, ko je bila še otrok, že vzela s seboj na razne nastope. Pebe Sebert se je v tem času borila proti revščini ob podpori Keshe in njenega starejšega brata Lagana. Nekaj časa so se preživljali s pomočjo socialne podpore. Pebe se je leta 1991 skupaj z družino preselila v Nashville, Tennessee po zagotovljeni javni pogodbi. Kesho in njena brata, Lagana in Louisa, je pogosto peljala s seboj na snemanja v snemalne studije in spodbujala Kesho k petju. Keshi je Pebe povedala tudi, kako pisati pesmi ter ji obljubila, da bosta, ko se bo vrnila iz srednje šole, lahko pesmi pisali skupaj.
Družina Sebert je leta 2005 nastopila v epizodi televizijske oddaje Preprosto življenje s Paris. Kesha je v tem času že delala na svoji glasbi in do takrat že oddala nekaj demo posnetkov. V intervjuju se je opisala kot "zelo pridno" v srednji šoli; pogosto naj bi se vozila v univerzo Belmont University, kjer posluša zgodovinska predavanja o hladni vojni, dosegla pa naj bi skorajda popoln SAT rezultat. Kakorkoli že, Kesha je srednjo šolo opustila v starosti sedemnajst let in si prislužila svojo GED izobrazbo kasneje. Šolanje je opustila zato, ker sta jo Dr. Luke in Max Martin prepričala, da se je vrnila nazaj v svoje rojstno mesto, Los Angeles, in se posvetila svoji glasbeni karieri. Slednja dva sta slišala njene demo posnetke in bila tako navdušena, da sta z letalom potovala do nje v Los Angeles in New York, da bi jo prepričala v snemanje glasbe in podpis pogodbe z Dr. Lukeovo založbo.

### Začetek kariere: 2005–2009
Med tem, ko je bila v Los Angelesu, se je Keshi ponudila priložnost, da bi pela stranske vokale za pesem Paris Hilton, "Nothing in This World," kar je kasneje privedlo do nesreče, v kateri je bruhala v omaro Paris Hilton. Dr. Luke in Kesha sta se kasneje nekoliko odtujila in Kesha je podpisala pogodbo z založbo Davida Sonenberga, DAS. Sodelovala je z mnogimi najboljšimi tekstopisci v podjetju, med drugim tudi z Gregom Wellsom. Skupaj s Tobyjem Gadom je so-napisala pesem "This Love" za glasbeno skupino The Veronicas. Želela je, da bi Prince produciral njeno glasbo, zato se je pretihotapila v njegovo hišo v Beverly Hillsu. Ko so jo odkrili, so jo sicer vrgli ven, vendar hiše ni zapustila, dokler Princeu ni dala svojega demo posnetka. Nazadnje Prince vseeno ni podpisal pogodbe z njo. Kasneje je pripomnila: "Takrat sem se počutila popolnoma neškodljivo, ampak če pogledam nazaj, je vse skupaj izpadlo precej psihotično."
Kesha je živela tudi z nizkimi dohodki: delala je kot natakarica in telemarketerka, da je lahko nadaljevala s svojo glasbeno kariero. Kesha je kasneje pritegnila tudi pozornost Kare Dioguardi, ki je želela, da bi podpisala pogodbo z založbo Warner. Vse skupaj pa je propadlo zaradi pogodbe z založbo Dr. Lukea. Kasneje je pela stranske vokale za pesem Britney Spears, "Lace and Leather" in se pojavila v videospotu za pesem Katy Perry, "I Kissed a Girl." S Katy Perry se je kasneje spoprijateljila in še večkrat sodelovala z njo.
Kesha je svoj preboj doživela zgodaj leta 2009, ko je skupaj z raperjem Flo Rido sodelovala v pesmi "Right Round." Sodelovanje so kasneje imenovali "nesreča" Keshe; na snemanje je namreč hodila skupaj s Flo Rido in Dr. Lukeom, ki je produciral pesem. Flo Ridi je bil rezultat njunega petja tako všeč, da je s Kesho posnel še dve pesmi. Kesha ob izidu pesmi "Right Round" v ZDA ni prejela nobenih zaslug ali denarja. Odklonila je tudi sodelovanje v snemanju videospota za pesem; v intervjuju je obrazložila, da "si moraš, če si želiš postati spoštovan umetnik, kdaj pa kdaj reči tudi ne. Vedela sem, da bi želel, da igram vlogo nekakšnega seks simbola in podobno." Pesem kmalu postane svetovna uspešnica, med tem ko se Kesha še vedno preživlja z borno plačo, kar jo je navdihnilo tudi za dodajanje znaka za dolar k svojemu imenu. Navaja, da je bilo mišljeno ironično, saj je "dejansko proti temu, da se denarju pripisuje preveliko vrednost."

### AnimalinCannibal: 2009–2011
Kmalu za tem je bilo potrjeno, da je Kesha podpisala pogodbo z založbo RCA Records preko Dr. Lukea potem, ko so se zanjo začele zanimati številne velike založbe. Potrdili so tudi, da dela na svojem prvem glasbenem albumu. 27. marca 2009 se je 3OH!3 pojavila na koncertu v Avalon Hollywoodu, kjer sta nastopala z njunim duetom, "My First Kiss". Kasneje je uradno za njen največji prvenec na odru tistega leta veljal nastop na festivalu Lollapalooza, kjer je nastopala kot del odra BMI skupaj z Time Out Chicago. Dejala je, da je bilo snemanje "poceni, zelo kratko in občinstvo pripravilo do tega, da je želelo več. Tako kot crack." Njen prvi samostojni singl, "Tik Tok", je v Združenih državah Amerike digitalno izšel zgodaj avgusta 2009, na radiju pa je izšel dva meseca pozneje, oktobra. Do takrat je Kesha že sonapisala pesem za EP Miley Cyrus, The Time of Our Lives in se pojavila v albumih izvajalcev, kot sta Pitbull in Taio Cruz ter se slikala za naslovnico revije Women's Wear Daily.
Prvič se je Kesha na vrhu lestvice pojavila, ko je njena pesem, "TiK ToK", dosegla prvo mesto na Novi Zelandiji; temu so sledila še prva mesta v desetih drugih različnih državah. Pesem je dosegla tudi prvo mesto na lestvici Billboard Hot 100, s čimer je postala prva pesem na vrhu te lestvice v tem desetletju. Med prvih pet se je uvrstila še v mnogih drugih državah. V drugem tednu, katerega je pesem "TiK ToK" preživela na lestvici Billboard Hot 100, je postal drugi najbolje prodajani singl v tednu in sicer za "Right Round", ki je prodal 610.000 kopij. V petem tednu na vrhu lestvice je pesem podrla rekord za največkrat predvajani singl na radiju. Ko je na prvem mestu ostajal že osem tednov, je "TiK ToK" postal singl, ki je najdlje ostajal na prvem mestu te lestvice. Pred njim je to leta 1977 uspelo doseči pesmi Debby Boone, "You Light Up My Life".
Kesha se je kasneje pojavila tudi na turneji Calvina Harrisa v Združenem kraljestvu in odšla na turnejo z Mickeyjem Avalonom v Združenih državah. 11. decembra 2009 je nastopila tudi na Madison Square Garden za prireditev Z100 Jingle Ball. Njen prvi glasbeni album, Animal, je izšel 5. januarja 2010 v Združenih državah Amerike in prejel mešane kritike. Revija Rolling Stone je album označila za "odvratnega, neprijetnega in smešno spevnega." Album je v ZDA že v prvem tednu od izida prodal 152,000 kopij in tako pristal na vrhu lestvice Billboard 200. Bilo je napovedano, da bo sodelovala z Lilith Fair in vodila 52. podelitev nagrad Grammy s pevcem Justinom Biebrom. Njen drugi singl, "Blah Blah Blah", se je na vrhove lestvic uspel v Združenih državah Amerike, Kanadi in na Irskem. Tudi ta pesem se je digitalno prodajala uspešno še po izidu albuma. Kesha se bo kot glasbeni gost pojavila na Saturday Night Live 17. aprila 2010. Med njene najboljše pesmi so se uvrstili še "Blah Blah Blah", "Your Love Is My Drug" and "Take It Off".
Novembra 2010 je izšel Cannibal (EP). Izšli sta dve pesmi: "We R Who We R" in "Blow", kateri sta se uvrstili na Billboard Hot 100 lestvico. Februarja 2011 se je začela Keshina prva svetovna turneja Get Sleazy.

### Warrior: 2012–danes
Keshin drugi album Warrior je bil uradno izdan 4.decembra 2012. Skladbe je že začela pisati na njeni turneji leta 2011. Prva pesem Die Young je izšla 25. septembra 2012. Izšla je tudi pesem C'Mon, aprila pa Crazy Kids skupaj z Will.I.Am-om.

## Javna podoba in umetnost
Kesha in njena glasba sta bili predčasno označeni za lahko, preračunljivo in surovo; nekateri so Kesho označili tudi za "žrtev kulturne slave." V nekem intervjuju pa je povedala: 
Delala sem na tem, da bi uresničila svoje sanje, svojo pot, svojo nalogo za več let. V to sem usmerila veliko misli, časa in energije. In to je zadnja stvar, ki me naredi za žrtev. Mislim, da je precejšnja smola, ko me ljudje ne predstavljajo pravilno in me prikažejo kot zgolj eno-dimenzionalno.— Kesha, 
Kesha si je zaradi vedenja prislužila podobo dekleta zabav; The Guardian jo je označil za "degenerirano Hannah Montana" in dejal, da se "zdi, da njeno vedenje temelji na podobnosti z uporniki, kot so American Apparel." Kesha pa je kasneje povedala, da se ji zdi, da bi ljudje lahko "same sebe sprejemali samo nekoliko manj resno."

### Vplivi
Kesha rada posluša glasbene izvajalce, kot so Beck, Queen, Madonna, Johnny Cash, Aaron Neville ter punk glasbene skupine stare šole kot so Beastie Boys in The Damned. Za vse te izvajalce je povedala, da so imeli velik vpliv nanjo. Njena besedila pa navdihujejo country pesmi in njihov način pripovedovanja zgodb.

### Način petja
Kesha pri petju uporablja tudi raperski stil na mnogih svojih pesmih, najbolj opazen pa je na njenem singlu "Tik Tok". Revija The New York Times je razglasila, da je uspeh njenih pesmi zastopan s strani "popolne in neškodljive asimilacije belega raperja ženskega spola v pop glasbi." Revija Los Angeles Times je njen način petja primerjala z glasbenimi izvajalci, kot so L'Trimm in Salt-N-Pepa. Kesho pa so kritizirali zato, ker je na svojem albumu Animal uporabila tudi Auto-Tune.

### Teme in zvrst
Kesha ima tudi zasluge za besedilo vseh svojih pesmi. Svojo glasbo opisuje kot neusmerjeno, svojo odločitev za uporabo pop glasbe v albumu Animal pa je branila, saj naj bi bila v nasprotju z "več resnimi zvočnimi stvarmi", pojasnila pa je tudi, da je "ljudem želela dati nekaj, kar jim bo prineslo veselje."

Kesha svoj album, Animal, opiše kot album z vplivom rock glasbe, z enostavnim besedilom, ki temelji na njenih življenjskih izkušnjah. Izrazila je razočaranje nad dvojnimi merili za objektivizacijo ženske v glasbi. Tako v pesmih, kot sta "Blah Blah Blah" in "Boots and Boys", poje na način, na katerega tradicionalno moški opisuje žensko. Kritike je pozvala k temu, da njenega besedila ne gre povsod jemati resno; kot na primer v pesmi "Tik Tok", kjer so jo kritizirali, saj je zapela, da si umije zobe s steklenico Jack Daniel'sovega viskija. To je razložila: 
Vsi so zelo užaljeni zaradi tega [besedila o Jacku Danielu]. Ampak, dajte no, umivati si zobe z viskijem znamke Jack Daniel's: katero dekle pa počenja takšne stvari? Ljudje sprašujejo: 'Mar res zagovarjaš ščetkanje zob z alkoholnimi pijačami?', jaz pa odgovarjam: 'Da, v bistvu res, vsak dan za vsakogar. Še posebej za osemletnike.' Mislim, o čem pravzaprav govorite? Seveda tega ne zagovarjam! Dajte no!— Kesha, 
Njena glasba je v glavnem dance-pop zvrsti z nekaj elementi electropopa in njemu podobnih zvrsti. Album Animal vsebuje tako pesmi z energijo zvrsti pop dance kot techno balade in pesmi s kitaro. Ko pride do njenih počasnih balad, Kesha pove: "Kljub temu, da bo to počasna pesem, bo še vedno ritem za ples."

### Moda
Keshin stil vsebuje neurejene lase, zabrisana ličila in garderobo, ki jo je sama označila za "smetarsko." Sama pravi, da želi s tem pokazati, da je bila včasih v veliki finančni krizi in da se je oblačila samo v znamke, ki si jih je lahko privoščila. Za svoj modni navdih je označila Keitha Richardsa. Njena odrska ličila je podobno dramatičnim ličilom, ki jih je navdihnil film Peklenska pomaranča.

## Diskografija

### Albumi
| Leto | Detajli albuma                                                       | Dosežki | Dosežki | Dosežki | Dosežki | Dosežki | Dosežki | Dosežki | Dosežki | Dosežki | Dosežki | Certifikacije       |
| Leto | Detajli albuma                                                       | US      | AUS     | AUT     | CAN     | GER     | IRE     | NL      | NZ      | SWI     | UK      | Certifikacije       |
| ---- | -------------------------------------------------------------------- | ------- | ------- | ------- | ------- | ------- | ------- | ------- | ------- | ------- | ------- | ------------------- |
| 2010 | Animal - Izid: 5. januar 2010 - Založba: RCA - Oblika: CD, digitalno | 1       | 4       | 4       | 1       | 7       | 8       | 52      | 6       | 3       | 8       | - Avstralija: Zlato |

### Singli
| Leto                                            | Naslov                            | Dosežki                 | Dosežki    | Dosežki  | Dosežki | Dosežki | Dosežki | Dosežki    | Dosežki        | Dosežki | Dosežki          | Certifikacije                                                                 | Album  |
| Leto                                            | Naslov                            | Združene države Amerike | Avstralija | Avstrija | Kanada  | Nemčija | Irska   | Nizozemska | Nova Zelandija | Švica   | Velika Britanija | Certifikacije                                                                 | Album  |
| ----------------------------------------------- | --------------------------------- | ----------------------- | ---------- | -------- | ------- | ------- | ------- | ---------- | -------------- | ------- | ---------------- | ----------------------------------------------------------------------------- | ------ |
| 2009                                            | "Tik Tok"                         | 1                       | 1          | 1        | 1       | 1       | 3       | 2          | 1              | 1       | 4                | - Avstralija: 4× Platinum - Kanada: 5× Platinum - Nova Zelandija: 2× Platinum | Animal |
| 2010                                            | "Blah Blah Blah" (skupaj s 3OH!3) | 7                       | 3          | —        | 3       | —       | 18      | 32         | 7              | 36      | 11               | - Avstralija: Platinasto                                                      | Animal |
| 2010                                            | "Your Love Is My Drug"            | 27                      | —          | —        | 32      | —       | —       | —          | 24             | —       | 63               |                                                                               | Animal |
| "—" pomeni, da se na lestvico pesem ni uvrstila |                                   |                         |            |          |         |         |         |            |                |         |                  |                                                                               |        |

### Kot so-izvajalka
| 2009                                            | "Right Round" (Flo Rida skupaj s Kesho)[A] | 1 | 1 | 2 | 1 | 4 | 1 | 3 | 2 | 2 | 1   | R.O.O.T.S. |
| 2010                                            | "Dirty Picture" (Taio Cruz skupaj s Kesho) | — | — | — | — | — | — | — | — | — | 115 | Rokstarr   |
| "—" pomeni, da se na lestvico pesem ni uvrstila |                                            |   |   |   |   |   |   |   |   |   |     |            |

### Ostali singli
| Leto | Pesmi              | Dosežki                 | Dosežki | Dosežki          | Album  |
| Leto | Pesmi              | Združene države Amerike | Kanada  | Velika Britanija | Album  |
| ---- | ------------------ | ----------------------- | ------- | ---------------- | ------ |
| 2010 | "D.I.N.O.S.A.U.R." | —                       | —       | 180              | Animal |
| 2010 | "Kiss N Tell"      | —                       | 91      | 163              | Animal |
| 2010 | "Take It Off"      | 85                      | 45      | 112              | Animal |

### Videospoti
| Leto | Pesem                                      | Režiser        |
| ---- | ------------------------------------------ | -------------- |
| 2009 | "Tik Tok"                                  | Syndrome       |
| 2010 | "Blah Blah Blah" (skupaj s 3OH!3)          | Brendan Malloy |
| 2010 | "Dirty Picture" (Taio Cruz skupaj s Kesho) |                |

### Ostali pojavi
To so pesmi, ki se niso pojavile na nobenem izmed glasbenih albumov Keshe.
| Leto | Pesem                   | Izvajalec        | Album                      | Delo            |
| ---- | ----------------------- | ---------------- | -------------------------- | --------------- |
| 2006 | "Nothing in this World" | Paris Hilton     | Paris                      | Stranski vokali |
| 2007 | "This Love"             | The Veronicas    | Hook Me Up                 | So-avtorica     |
| 2008 | "Lace and Leather"      | Britney Spears   | Circus                     | Stranski vokali |
| 2009 | "Touch Me"              | Flo Rida         | R.O.O.T.S.                 | Vokali          |
| 2009 | "The Time Of Our Lives" | Miley Cyrus      | The Time of Our Lives (EP) | So-avtorica     |
| 2009 | "Girls"                 | Pitbull          | Rebelution                 | Vokali          |
| 2010 | "Disgusting"            | Miranda Cosgrove | Sparks Fly                 | So-avtorica     |